# Поэт и царь
«Поэ́т и царь» — советская историко-биографическая драма Владимира Гардина и Евгения Червякова, снятая на студии «Совкино» в Ленинграде. Посвящёна последним дням жизни Александра Пушкина, — первая историко-биографическая картина советского кино. Премьера состоялась 20 сентября 1927 года.
Фильм восстановлен и озвучен в 1968 году на Киностудии им. Горького режиссёром Александром Гинцбургом.

## Сюжет
Царь Николай I увлечён Натали Гончаровой, женой Александра Пушкина. Пытаясь скрыть свое увлечение, царь покровительствует сближению Натали с офицером Дантесом. Царский двор сплетничает о связи Натали с Дантесом. Эти слухи доходят до Пушкина и он посылает Дантесу вызов…

## В ролях
- Евгений Червяков — Александр Сергеевич Пушкин
- Ирина Володко — Натали Гончарова
- Константин Каренин — император Николай I
- Борис Тамарин — барон Жорж Шарль Дантес
- Леонид Ткачёв — князь Пётр Андреевич Вяземский
- Александр Лариков — Никита Козлов, камердинер Пушкина
- Иван Худолеев — барон Александр Христофорович Бенкендорф
- Алексей Феона — Василий Андреевич Жуковский
- Геннадий Мичурин — Константин Карлович Данзас
- Иван Лерский — Фаддей Венедиктович Булгарин
- Евгений Боронихин — Владимир Иванович Даль
- Зоя Валевская — Идалия Полетика
- Анатолий Нелидов — Иван Андреевич Крылов
- Ольга Спирова — Екатерина Николаевна Гончарова, сестра Натали
- Елизавета Розинер — Александра Николаевна Гончарова, сестра Натали
- Федор Лопухов — Николай Васильевич Гоголь
- Валерий Плотников — барон де Геккерен
- Мария Доброва — Александра Осиповна Смирнова-Россет
- Николай Черкасов — Шарль, брадобрей
- Евгения Рогулина
- Пётр Подвальный — виконт Оливье Д’Аршьяк, секундант Дантеса

## Съёмочная группа
- Режиссёры — Владимир Гардин и Евгений Червяков
- Сценаристы — Евгений Червяков и Владимир Гардин
- Операторы — Наум Аптекман и Святослав Беляев
- Композитор — Юрий Мацкевич
- Художник-постановщик — Анатолий Арапов
- Звукооператор — Керим Амиров

## Критика
Фильм вызвал большую критику у современников. По версии Червякова и Гардина трагедия поэта объяснялась ухаживаниями царя Николая I за Натальей Николаевной. Оспаривался и выбор актёров на главную роль — ни Червяков, ни, тем более, Володко не обладали портретным сходством со своими героями. Промахом авторов фильма считался вульгарно-социологический подход к сложному конфликту, существовавшему между Пушкиным и окружением Николая I. Неудачей была признана попытка, первая в советском кинематографе, изобразить сам процесс творчества. Авторов фильма обвиняли также в том, что вместо судьбы Пушкина они показали великосветские балы и петергофские фонтаны. Многим сцены великосветского праздника показались лишёнными вкуса и элементарного такта (например, Пушкин, осыпаемый розами).
Сценарист Михаил Блейман сетовал, что «В. Гардин превратил картину о трагической гибели Пушкина» в „мелодраму о соблазнительном любовнике, использующем светскую интригу против обманутого мужа“».